# خوليو سيزار بينهيرو
خوليو سيزار بينهيرو (بالبرتغالية: Julio César Pinheiro‏) (22 أغسطس 1976 في البرازيل – )؛ هو لاعب كرة قدم كان يلعب كلاعب وسط.

## وصلات خارجية
- خوليو سيزار بينهيرو على موقع رابطة كرة القدم اليابانية للمحترفين (اليابانية)
- خوليو سيزار بينهيرو على موقع قاعدة بيانات كرة القدم.إي يو (الإنجليزية)
- خوليو سيزار بينهيرو على موقع Soccerway.com (الإنجليزية)
- خوليو سيزار بينهيرو على موقع عالم كرة القدم.نت (الإنجليزية)